# Holywell, Wales
Holywell (walesiska: Treffynnon) är en ort och community i Storbritannien.   Den ligger i kommunen Flintshire och riksdelen Wales, i den södra delen av landet, 280 km nordväst om huvudstaden London. I communityn ligger även Greenfield med 2 741 invånare. Orten Holywell har 6 145 invånare.